# Артилерійський льох

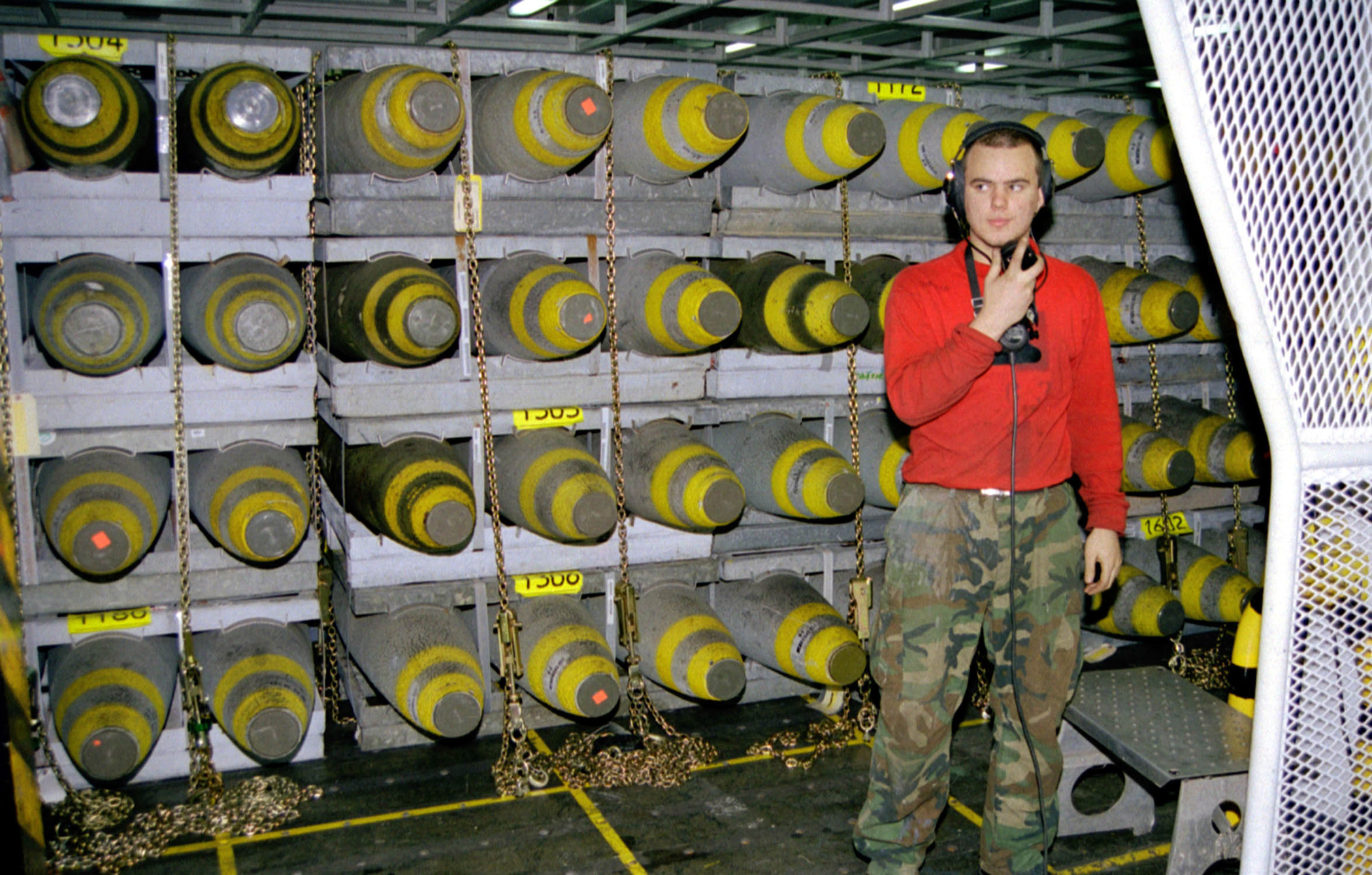
Артилерійський льох на борту американського атомного авіаносця «Теодор Рузвельт»

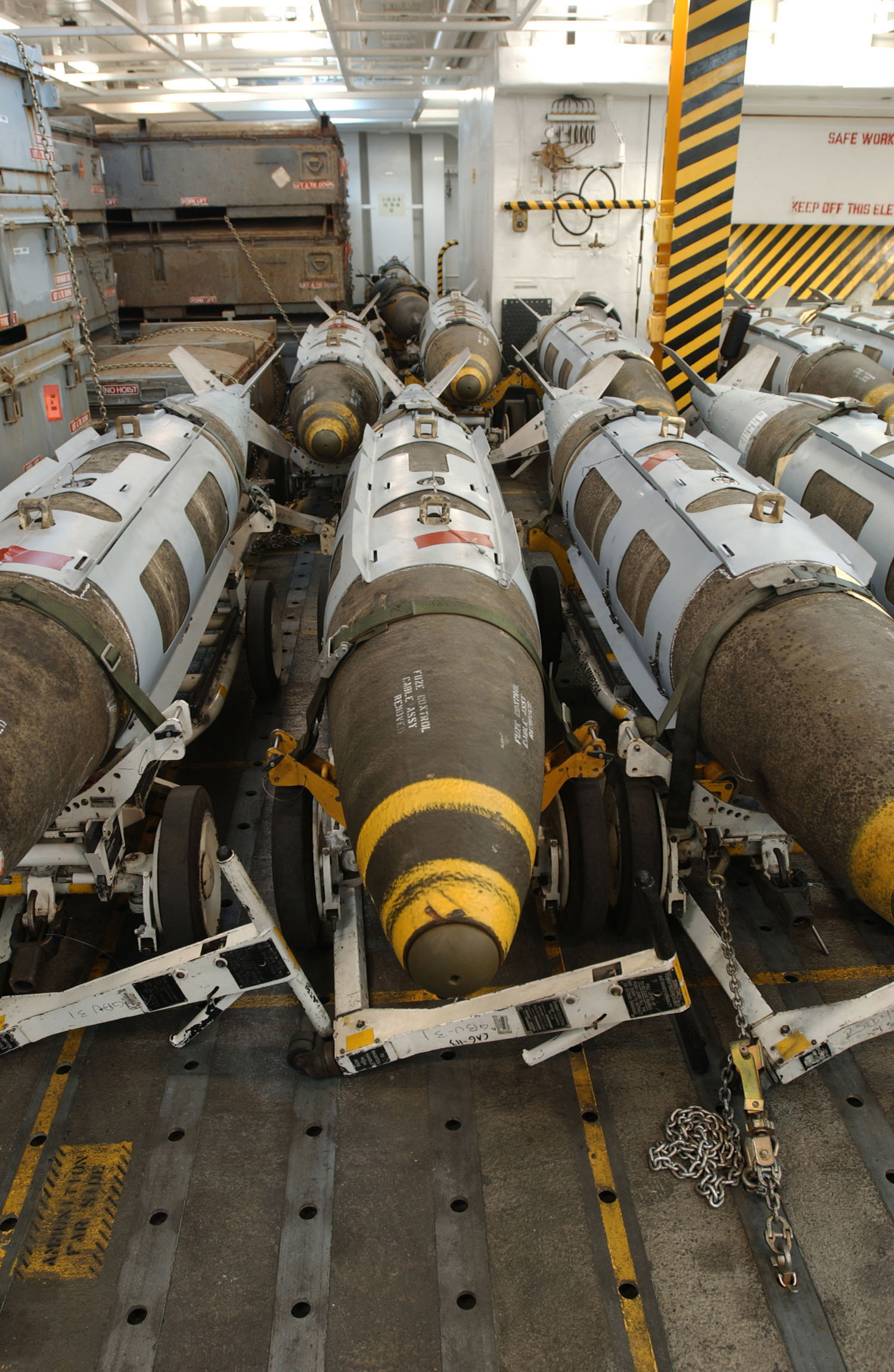
Оснащені та підготовлені авіаційні боєприпаси JDAM GBU-32 для палубної авіації в артилерійському льосі американського атомного авіаносця «Гаррі Трумен»

Артилерійський льох, артилерійський погріб, також льох боєприпасів, погріб боєприпасів — у військовій справі — спеціальне захищене від руйнування від вогню артилерією приміщення для зберігання вибухових речовин і боєприпасів.
Також це спеціальне влаштоване приміщення всередині корабля, спеціально пристосоване для зберігання артилерійських боєприпасів і обладнане пристроями для їх подачі до артилерійських установок, а також системою протипожежного захисту, контрольно-вимірювальними пристроями тощо.
Артилерійські льохи бувають снарядними, мінними, торпедними, зарядними і патронними.